# Vallée de l'Isarco
La vallée de l'Isarco (Valle Isarco en italien ou Eisacktal en allemand) est l'une des deux principales vallée du Tyrol du Sud. Elle s'étend de la source de la rivière Isarco au col du Brenner jusqu'à son embouchure dans l'Adige à Bolzano.
Elle correspond également au nom d'une communauté de communes, dont Bressanone est le chef-lieu.

## Géographie
La vallée de l'Isarco, longue d'environ 80 km, est traversée par la rivière éponyme. La section la plus élevée de la vallée à travers laquelle l'Isarco coule, de sa source au col du Brenner à Bressanone est généralement appelée Wipptal. La vallée de l'Isarco débute ainsi dans le large bassin, où se rejoignent le Wipptal et le val Pusteria venant du nord-est.
La vallée de l'Isarco est bordée à l'ouest par les montagnes des Alpes sarentines. De là, seules des vallées latérales relativement petites sont présentes, dont la Schalderer Tal et la Tinnetal sont les deux plus grandes. La vallée de l'Isarco est la base de beaucoup plus de vallées sur son versant est correspondant aux Dolomites, dont la Lüsner Tal, l'Aferer Tal, la Villnösstal, le val Gardena, la Tierser Tal et le val d'Ega sont les plus importantes.

## Trafic
D'importantes artères européennes  traversent la vallée. Il s'agit notamment de l'autoroute A22, de la SS 12 (« Brennerstaatsstraße ») et du chemin de fer du Brenner. La zone est rendue accessible aux cyclistes par la piste cyclable de la vallée de l'Isarco.